# Andreas Gursky
Pour les articles homonymes, voir Gursky (homonymie).
Andreas Gursky, né le 15 janvier 1955 à Leipzig, est un photographe allemand et professeur à l'académie publique des beaux-arts de Düsseldorf.

## Biographie
Petit-fils de photographe, Gursky étudie d'abord la photographie à Essen ; en 1980, il entre à l'école des beaux-arts de Düsseldorf (Kunstakademie Düsseldorf) et devient l'élève de Bernd et Hilla Becher. Sa première œuvre exposée est la photo d'une cuisinière à gaz allumée (1980; 98 x 71 cm). Il est surtout connu pour ses images très grands formats d'une implacable définition. C'est un des derniers tenants du réalisme photographique proche des théories de l'école de Düsseldorf, mais on peut aussi le rapprocher du pop art et d'Andy Warhol pour le choix de ses thèmes et son goût des séries.
Cet artiste fait des photographies vertigineuses, des photos où l'on peut apercevoir des foules humaines, des fenêtres, des objets à l'infini, au point de ne plus distinguer une silhouette d'une autre. Une photo représentative est ainsi Tokyo, Stock Exchange (1990; 205 x 260 cm), où apparaissent plusieurs centaines de personnes. Les photographies d'Andreas Gursky sont habitées par le principe de répétition générale. Elles présentent aussi un intérêt sur le plan architectural : Andreas Gursky photographie le monde « global », post-moderne, de verre et d'acier.
Au début des années 1990, Gursky a commencé à utiliser les ressources de la photographie numérique, qui lui permet de combiner plusieurs photographies d'un même objet prises d'endroits différents (par exemple, Paris, Montparnasse, 1993, 187 x 428 cm; image au rythme géométrique proche de l'abstraction d'un immeuble dans son entièreté). Le travail de retouches numériques lui permet aussi de concilier photos de grand format, souvent prises d'un point de vue élevé voire aérien, avec le zoom et des détails minutieux.
Ses photographies sont parmi les plus chères au monde : 99 Cent II Diptych (2001) a été adjugée  1 700 000 livres (3 346 456 dollars) dans une vente aux enchères à Sotheby's à Londres le 7 février 2007. Rhein II (1999) a atteint 4,3 millions de dollars (3,1 millions d'euros) lors d'une vente aux enchères chez Christie's à New York le 8 novembre 2011. Les deux photographies sont devenues les plus chères du monde à leur mise en vente.
Il est ami avec le photographe allemand Ulrich Hensel, avec qui il a partagé un appartement quelques années.

## Œuvres
- 1985 : Rhein Oberkassel, Musée municipal de La Roche-sur-Yon
- 1987 : Seilbahn, Dolomiten, Musée municipal de La Roche-sur-Yon
- 1989 : Giordano Bruno, MNAM, Paris
- 1991 : Siemens, Amberg, MNAM
- 1993 : Mercedes, Ramsttatt, MNAM  
  - Paris, Autosalon
- 1999 :
  - Chicago Board of Trade.
  - 99 cent, MNAM
  - Rhein II, Collection personnelle
- 2000 : EM Arena, Amsterdam.
- 2001 ; Madonna 1, MNAM
- 2003 : PCF, Paris, MNAM
- 2005 : Bahrain I
- 2005 : ManuFacturing #17
- 2006 :May Day V
- 2008 :
  - Kamiokande.
  - Kuwait Stock Exchange.

## Expositions personnelles
1987
- Aéroport de Düsseldorf

1988
- Galerie Johnen & Schöttle, Cologne

1989
- Centre genevois de Gravure contemporaine, Genève
- Galerie 303, New York
- Museum Haus Lange, Krefeld

1991
- Galerie Rüdiger Schöttle, Munich
- Galerie Johnen & Schöttle, Cologne
- Galerie 303, New York
- Galerie Rüdiger Schöttle, Paris
- Kunstlerhauss, Stuttgart

1992
- Kunsthalle Zürich
- Galerie Victoria Miro, Londres
- Galerie Lia Rumma, Naples

1993
- Galerie Monka Sprüth, Cologne

1994
- Deichtorhallen, Hamburg, ("Andreas Gursky : Fotografien 1984-1993") ; puis Fondation De Appel, Amsterdam
- Case d’Arte, Milan

1995
- Galerie 303, New York
- Lumen Travo, Amsterdam
- Rooseum-Centre d’Art contemporain, Malmö
- Tate Gallery, Liverpool, (« Andreas Gursky : Images »)
- Galerie Mai 36, Zurich
- Portikus, Francfort-sur-le-Main

1996
- Galerie Ghislaine Hussenot, Paris
- Galerie Specta, Copenhague
- Galerie Victoria Miro, Londres
- Galerie Monika Sprüth, Cologne

1997
- Galerie Mai 36, Zurich
- Galerie Rüdiger Schöttle, Munich
- Galerie Mattew Marks, New York

1998
- Milwaukee Art Museum, Milwaukee (« Currents 27 : Andreas Gursky ») ; puis Washington, Seattle, Houston, Colombus
- Kunstmuseum, Wolfsburg (« Andreas Gursky : Fotograpfien 1984-1988 ») ; puis Fotomuseum, Winterthur ; Serpentine Gallery, Londres ; Scottish National Gallery of Modern Art, Édimbourg ; Castello di Rivoli Museo d’Art contemporanea, Turin ; Centro Cultural de Belém, Lisbonne

1999
- Van Abbe Entracte, Eindhoven
- Galerie Matthew Marks, New York
- Galerie Regen Projects, Los Angeles

2001
- Museum of Modern Art (MoMA), New York
- Centro de Arte Reina Sofia, Madrid

2002
- Centre national d'art et de culture Georges-Pompidou, Paris

2007
- Kunsthalle de Bâle

2009
- Art Gallery de Vancouver
- Moderna Museet de Stockholm

2014
- Musée national d'art (Osaka)[7]

2018
- Hayward Gallery de Londres

2019
- Tarmak 22, Gstaad Saanen Airport, Andreas Gursky

2025
- Inherited Images, présentant une sélection de ses photographies, mises en dialogue avec les maîtres anciens révélant l'inspiration de l'artiste pour la peinture, Sprüth Magers Gallery, New York, du 14 mars au 19 avril 2025 [8],[9]

## Sources
- Hans Werner Holzwarth, Art Now Vol 3. A cutting-edge selection of today's most exciting artists, Cologne, Taschen, 2008, p. 204-207.
- Uta Grosenick, Burkhard Riemschneider, Art Now. 137 Artists at the Rise of the New Millenium, Cologne, Taschen, 2002, p. 188-191.
- Frédérique Chapuis, « Un très grand photographe, Andreas Gursky », Télérama no 2694, 2001, p. 10 et suiv.

## Cote
- Novembre 2006, 99 Cent II Diptychon (2001), a été vendu pour 2,48 M$ chez Phillips à New-York.

### Filmographie
- Andreas Gursky - La photo globalise le monde, film documentaire de Jan Schmidt-Garre, Allemagne, 2009, 55'